# Spathius magnus
Spathius magnus är en stekelart som beskrevs av Chao 1978. Spathius magnus ingår i släktet Spathius och familjen bracksteklar. Inga underarter finns listade i Catalogue of Life.